# Alexandre Bivort
Alexandre Joseph Désiré Bivort, né le 12 mars 1809 à Fleurus et mort le 8 mai 1872 à Fleurus, est un pépiniériste belge.

## Biographie
Né d'Armand Bivort de la Saudée, gentilhomme campagnard devenu négociant, Alexandre Bivort fit ses études à l'école industrielle de Melle et au collège d'Alost. Son père l'envoya aux charbonnages d'Amercœur à Jumet. Il préféra se vouer à l'agronomie et en particulier à la pomologie à Saint-Remy-Geest.
Alexandre Bivort était pépiniériste de profession. Il créa de nombreux fruits dont l'« abricot Bidaut », en 1855, du nom de l'ancien officier français Claude Bidaut, et la « Royale d'hiver », poire qu'il obtient dans un centre de pomologie du canton de Jodoigne, dans le Brabant wallon, en Belgique. On lui doit plus de 100 variétés de fruits.
Il fut le successeur de Jean-Baptiste Van Mons, pharmacien, médecin et professeur de chimie à l'Université de Louvain. Cet établissement développe alors la culture du poirier dans la Belgique du XIXe siècle.
Bivort fut très actif dans les différentes sociétés d'horticulture de Belgique et de France. On le retrouve membre de la société d'agriculture et d'horticulture linnéenne de Bruxelles, membre de la société d'horticulture d'Anvers, de Paris, Lyon, Angers, Nancy, Rouen, Prague, Berlin, Boston, Philadelphie, de la société linnéenne de Bruxelles, de la société agricole du Massachusetts et bien d'autres encore,.
Il sera échevin à Saint-Remy-Geest et conseiller communal à Fleurus.
Le 23 août 1858, le roi le nomme chevalier de l'ordre de Léopold, pour les services rendus à l'arboriculture.

## Ouvrages
- Album de pomologie, publié entre 1847 et 1850. Cet album a été publié en livrets mensuels sur 4 ans de 1847 à 1851. Ce sont les lithographies exécutées avec beaucoup de finesse et de réalisme qui donnent de la valeur à ce travail. Les planches sont peintes à la main, très minutieusement, avec des jeux de couleurs très riches et subtils. Les lithographies ne représentent pas toujours des fruits parfaits, ils peuvent être abîmés ou malades, démarche rare à cette époque où l'on recherchait la perfection.
- Annales de pomologie belge et étrangère, publié entre 1853 et 1860. Cet ouvrage a été réédité en septembre 1998.
- Les fruits du jardin Van Mons (inachevé).